# 1968 у літературі
- У журналі «Вітчизна» вийшов роман «Собор» Олеся Гончара. З листом «ТВОРЧОЇ МОЛОДІ ДНІПРОПЕТРОВСЬКА» почалася погромницька кампанія, яку розпочала обласна і підхопила всеукраїнська преса[1]

## Нагороди
- Нобелівську премію з літератури отримав японський письменник Кавабата Ясунарі.

## Народились
- 11 квітня — Лук'яненко Сергій Васильович, російський письменник-фантаст.
- 4 травня — Ерік В'юйяр, французький письменник, сценарист.
- 2 червня — Сивілла Берг, німецька і швейцарська письменниця, драматург.
- 22 липня — Арно Гайгер, австрійський письменник.
- 30 жовтня — Урсула Познанскі, австрійська письменниця.
- 28 грудня — Іван Андрусяк, український поет і дитячий письменник.

## Померли
- 25 березня — Арнульф Еверланн, норвезький поет.
- 10 листопада — Йован Бошковський, македонський письменник, критик (народився у 1920).

## Нові книжки
- «Фосфорична Джевріє» — роман Суад Дервіш.
- 62. Модель для складання — антироман Хуліо Кортасара.